# Kasteel Blauwendael

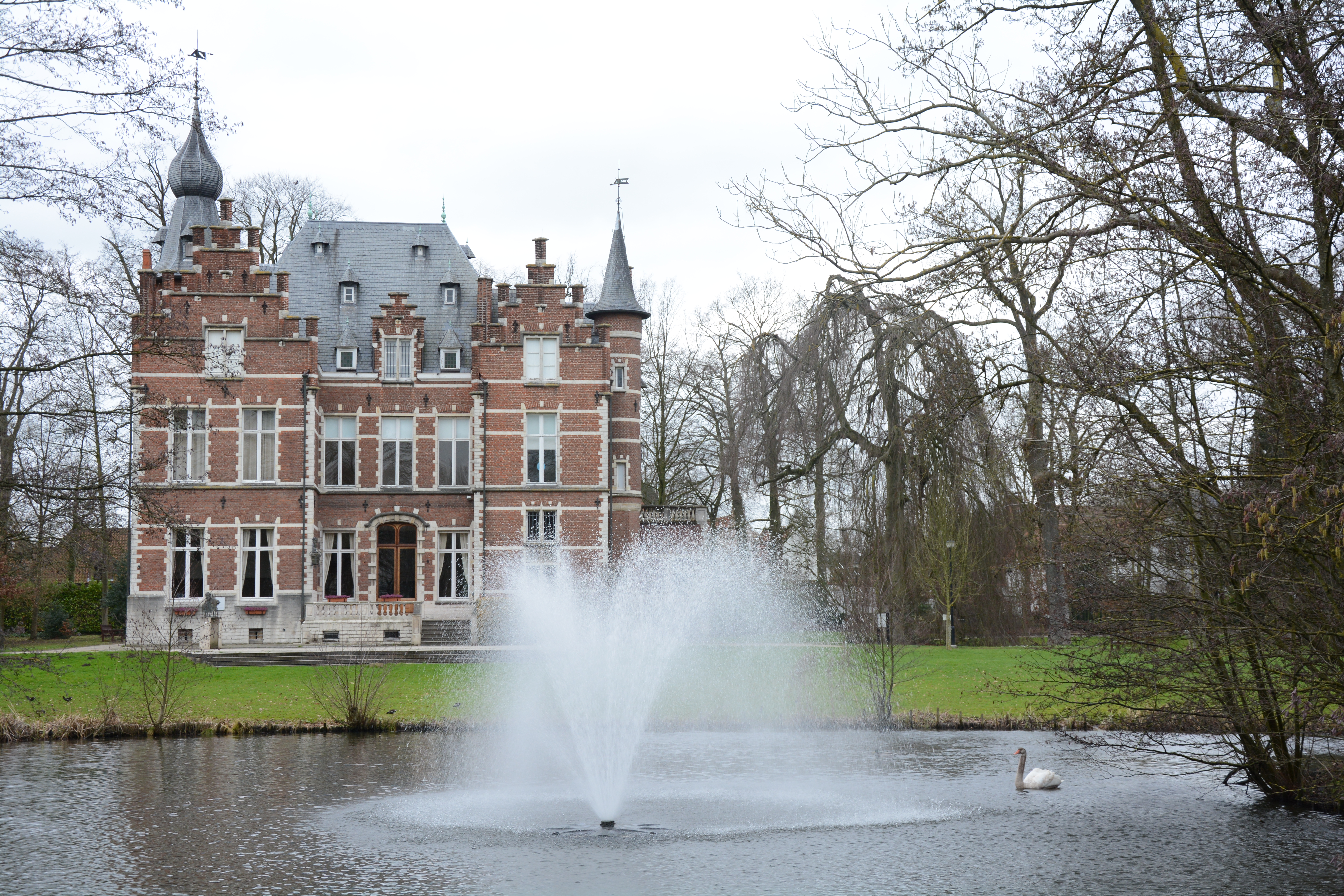
Kasteel Blauwendael

Het Kasteel Blauwendael is een kasteel in de Oost-Vlaamse plaats Waasmunster, gelegen aan Kerkstraat 21.

## Geschiedenis
Hier lag een domein dat eigendom was van de familie De Neve de Roden, en waar Pieter de Neve in 1607-1608 een omgracht herenhuis liet bouwen dat bekend stond als het Huys int midden van't Durp en later als  't Hof van Blauwendael bekend stond. In 1820 werden, in opdracht van Henri Philips de Neve, wijzigingen in het omringende park aangebracht, waaronder de bouw van een oranjerie.
Van 1889-1890 werd in opdracht van Emile de Neve de Roden en Emma de Bueren een nieuw kasteel gebouwd naar ontwerp van Jozef De Waele. Later werd het kasteel verkocht aan Henri de Lovinfosse, die de Manta-fabrieken bezat. In 1980 werd het kasteel aangekocht door de gemeente, die het park in 1981 openstelde voor het publiek. In 1984 kreeg het kasteel een bestemming als trouwzaal, tentoonstellings- en verenigingsruimte.

## Gebouw
Het betreft een gebouw in Vlaamse neorenaissancestijl met torentjes, trapgevels en dergelijke. Ook het interieur is in deze stijl uitgevoerd.

## Domein
Het park is ongeveer 4,5 hectare groot. Het werd omstreeks 1825 aangelegd in Engelse landschapsstijl en omvat enkele monumentale bomen, vijvers en siergazons. Er is een oranjerie in neoclassicistische stijl en een koetshuis met paardenstallen.